# Nevada Smith
Nevada Smith è un film del 1966 diretto da Henry Hathaway.

## Trama
In California nel 1890, tre banditi, Jesse Coe, Tom Fitch e Bill Bowdre, chiedono dove trovare un tale Samuel Sand che lavora in una miniera, dichiarando di essere suoi amici, ma poi uccidono lui e sua moglie. Max (Nevada Smith), figlio della coppia, cerca vendetta e insegue i tre banditi nel deserto. Nel corso del viaggio incontra tre uomini che lo invitano a mangiare con loro, ma il mattino dopo si ritrova solo e appiedato. Incontra quindi Jonas Cord, un venditore di armi che gli insegna a sparare e giocare a carte. Va nel Texas ad Abilene, dove si imbatte all'interno di un saloon in Jesse: Max lo uccide ma rimane ferito e viene curato in un campo indiano.
Finge di voler rapinare una banca allo scopo di essere portato nel carcere della Louisiana dove Bowdre è detenuto; poi, servendosi di una canoa, evade insieme a una lavorante delle risaie, Pilar, e a Bowdre. Nel tragitto, cadendo dalla canoa, Pilar viene morsa da un serpente e morirà. Con la pistola presa a uno dei guardiani del carcere, Max compie la sua vendetta uccidendo Bowdre. Prosegue verso la contea di El Dorado, dove risiede Tom Fitch. Viene incarcerato e quindi fatto evadere dagli uomini di Fitch, dopo che si era spacciato per il fratello del loro capo. Scoperto l'inganno, la banda di Fitch si accanisce su di lui, ma viene salvato da padre Zaccardi, che lo invita a ritornare a casa. Infine si unisce a Fitch e alla sua banda, che intendono rapinare un convoglio di minatori che scortano un carro pieno d'oro. Max approfitta dell'assalto per inseguire Tom, che lo teme e che cerca di fuggire ma, raggiuntolo sulla riva di un fiume, Max lo ferisce più volte alla mano e alle gambe, rinunciando infine a ucciderlo.